# Jarosława Jóźwiakowska
Jarosława Jóźwiakowska   (Poznań, 20 de gener de 1937) és una atleta polonesa ja retirada, especialista en salt d'alçada, que va competir entre finals de la dècada de 1950 i finals de la de 1960.
El 1960 va prendre part en els Jocs Olímpics d'Estiu de Roma, on guanyà la medalla de plata en la prova del salt d'alçada del programa d'atletisme. Compartí la medalla de plata amb la britànica Dorothy Shirley. Quatre anys més tard, als Jocs de Pequín, fou desena en la mateixa prova.
En el seu palmarès també destaca una medalla de bronze en el salt d'alçada al Campionat d'Europa d'atletisme de 1966 i dues de bronze a les Universíades de 1957 i 1959. Va ser vuit vegades campiona de Polònia en aquesta modalitat (1957, 1959-1962, 1964-1966), alhora que va establir el rècord polonès en quinze ocasions, passant del 1,60 metres el 1958 a 1,75 metres el 1964.

## Millors marques
- Salt d'alçada. 1,75 metres (1969)[1][6]